# 安托士

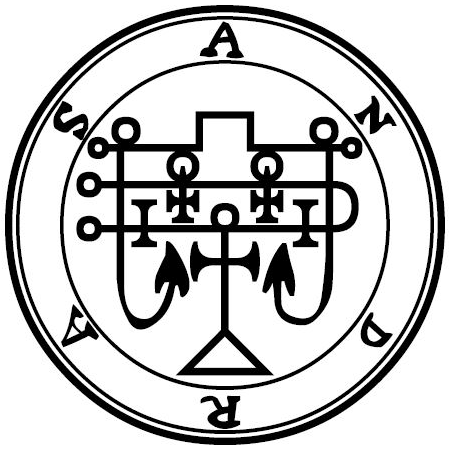
安托士印章

安托士（Andras），是所羅門七十二柱魔神中排第63位的魔神，位階侯爵，統帥30個軍團。是长着夜鸦头的天使，骑黑狼，手持锋利宝剑。专铲除不和谐的事物。

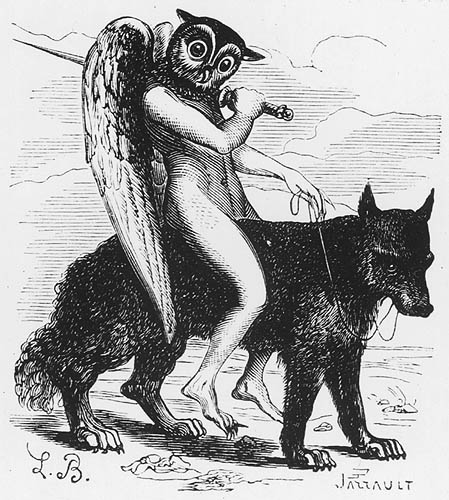
《地獄辞典》的安托士繪畫。

## 流行文化
机动战士高达SEED里的夏尼·安德拉斯(Shani Andras)之姓氏。
《原神》中北風狼王安德留斯。